# Panel Study of Income Dynamics
 (janvier 2018).
Si vous disposez d'ouvrages ou d'articles de référence ou si vous connaissez des sites web de qualité traitant du thème abordé ici, merci de compléter l'article en donnant les références utiles à sa vérifiabilité et en les liant à la section « Notes et références ».
Le Panel Study of Income Dynamics (abrégé PSID) est une enquête longitudinale auprès des ménages américains menée par un centre de recherche de l'université du Michigan.